# Клане в Тюл
Клането в Тюл е военно престъпление, извършено срещу цивилното население на град Тюл (на френски: Tulle), Франция от войници на Вафен-СС, част от 2-ра СС дивизия Дас Райх.
На 7 юни 1944 г. командването на Дас Райх получава сведения, че френски партизани атакуват германския гарнизон в Тюл. Полкът Дер Фюрер достига границите на града на 9 юни. Разузнавателният батальон, командван от майор Хайнрих Вулф, навлиза в града без значителни загуби и облекчава положението на защитниците от 95-и охранителен полк.
Общо 139 германци са убити, някои от които (по твърдения на СС) са германски пленници. Издадена е заповед за наказателна акция, чийто източник е спорен. Отговорност за последвалите действията поема старшият щабен офицер майор Алберт Щуклер. Главнокомандващият на дивизията групенфюрер Хайнц Ламердинг твърди, че пристига в града след приключване на наказателната акция, твърдение оспорвано от полковник Щуклер и майор Вулф.
На 9-и юни от SS-дивизията "Дас Райх" са задържани всички мъже от Тюл (около 2 000 души). Събрани са в двора на оръжейния завод МАТ. След което пред всички е обявено, че 120 от тях ще бъдат обесени. Съответно жертвите са избрани от служителя на SD Валтер Шмалд. Но се намесват високопоставени сътрудници на Виши, които се застъпват за някои от мъжете, След което броят пада до 99. Тези 99 произволно избрани заложници са обесени по стълбове и балкони. Действията са под ръководството на майор Ковач. На самото обесване е докарана група от 600 местни жители, които са принудени да гледат екзекуцията. По време на обесването множество есесовци са на терасата на близко кафене. Те пият и се забавляват. Като дори пускат весело грамофон, който се чува и от избраните за обесване. Още 321 мъже са откарани, най-вероятно за принудителен труд в Германия. Нито Щуклер, нито Вулф показват съжаление за извършените действия, когато са интервюирани от британския журналист Макс Хейстингс през 1980 г.